# Aulacaspis amamiana
Aulacaspis amamiana är en insektsart som beskrevs av Sadao Takagi 1961. Aulacaspis amamiana ingår i släktet Aulacaspis och familjen pansarsköldlöss. Inga underarter finns listade i Catalogue of Life.